# Microstylum indutum
Microstylum indutum är en tvåvingeart som beskrevs av Camillo Rondani 1875. Microstylum indutum ingår i släktet Microstylum och familjen rovflugor. Inga underarter finns listade i Catalogue of Life.